# Waischenfeld

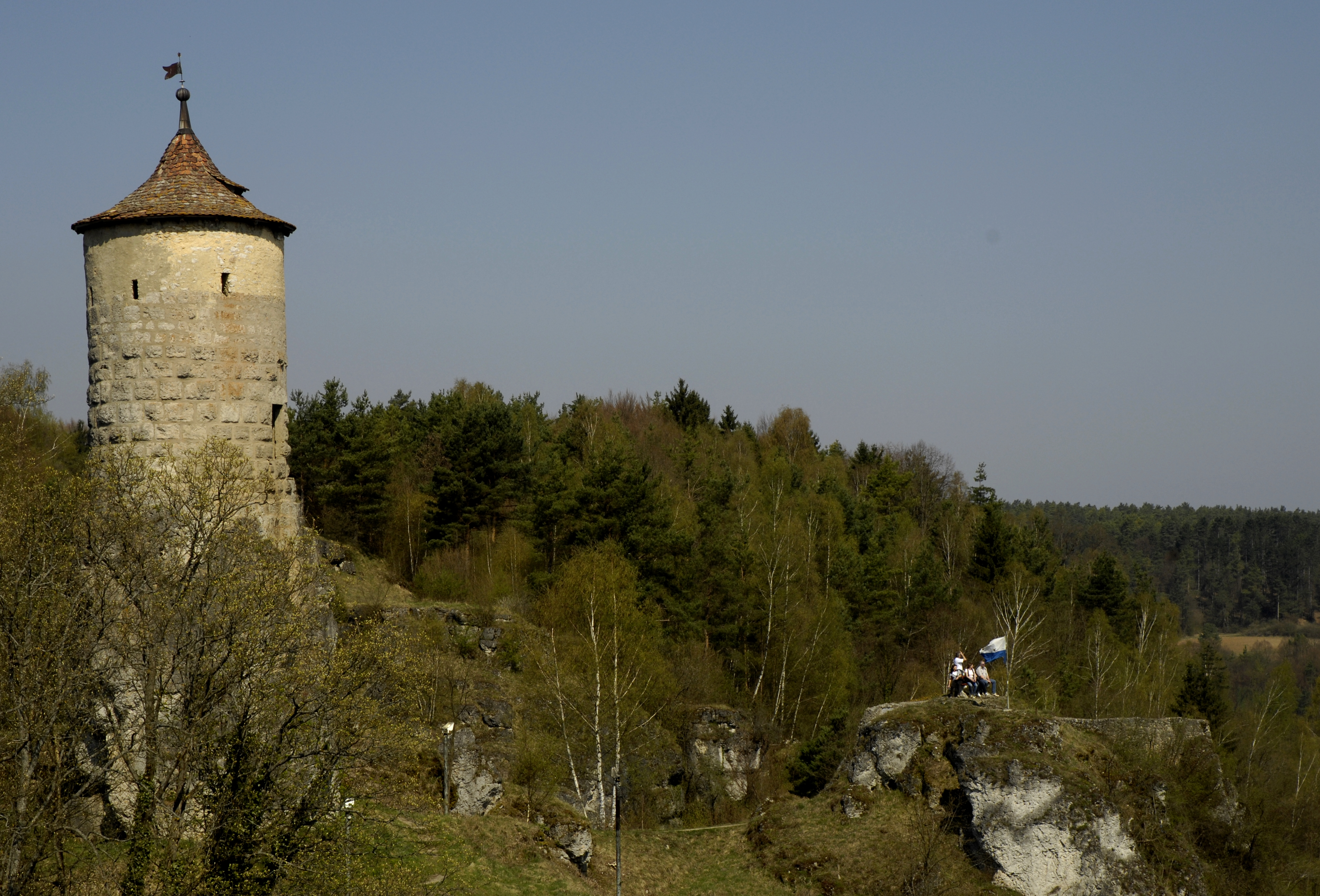
Der Wehrturm Steinerner Beutel ist das Wahrzeichen der Stadt

Waischenfeld (ⓘ) ist eine Stadt im oberfränkischen Landkreis Bayreuth. Der staatlich anerkannte Luftkurort mit der 1122 erstmals erwähnten Burg Waischenfeld liegt im oberen Tal der Wiesent in der Fränkischen Schweiz.

## Geografie

### Gemeindegliederung
Es gibt 29 Gemeindeteile (in Klammern ist der Siedlungstyp angegeben):
- Aalkorb (Weiler)
- Breitenlesau (Kirchdorf)
- Doos (Einöde)
- Eichenbirkig (Dorf)
- Gösseldorf (Dorf)
- Gutenbiegen (Weiler)
- Hammermühle (Einöde)
- Hannberg (Dorf)
- Heroldsberg (Dorf)
- Heroldsberg-Tal (Weiler)
- Hubenberg (Dorf)
- Köttweinsdorf (Dorf)
- Kugelau (Weiler)
- Langenloh (Dorf)
- Löhlitz (Dorf)
- Nankendorf (Pfarrdorf)
- Neusig (Dorf)
- Pulvermühle (Einöde)
- Rabeneck (Weiler)
- Sauerhof (Einöde)
- Saugendorf (Dorf)
- Schafhof (Einöde)
- Schlößlein (Einöde)
- Schönhaid (Weiler)
- Schönhof (Einöde)
- Seelig (Dorf)
- Siegritzberg (Dorf)
- Waischenfeld (Hauptort)
- Zeubach (Dorf)

Es gibt auf dem Gemeindegebiet die Gemarkungen Breitenlesau, Eichenbirkig, Gösseldorf, Hannberg, Köttweinsdorf, Langenloh, Langweiler Wald (Gemarkungsteil 3), Löhlitz, Nankendorf, Seelig und Waischenfeld. Die Gemarkung Waischenfeld hat eine Fläche von 4,667 km². Sie ist in 1530 Flurstücke aufgeteilt, die eine durchschnittliche Flurstücksfläche von 3050,30 m² haben. In ihr liegen neben dem namensgebenden Ort die Gemeindeteile Gutenbiegen, Hammermühle, Pulvermühle und Schlößlein.

### Nachbargemeinden
Nachbargemeinden sind (von Norden beginnend im Uhrzeigersinn): Plankenfels, Mistelgau, Ahorntal, Gößweinstein, Wiesenttal und Aufseß.

## Geschichte

### Bis zur Gemeindegründung

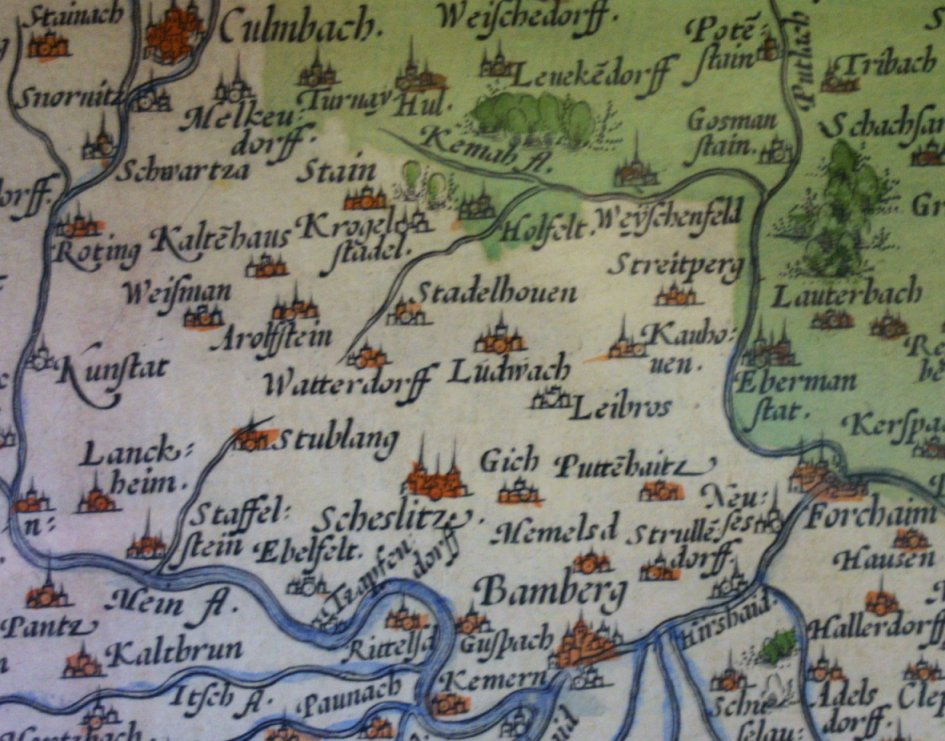
Karte von Sebastian von Rotenhan (16. Jahrhundert) mit Bamberg und Weÿſchenfeld (rechts oben) – nach Osten (oben) ist die Karte stark verzerrt

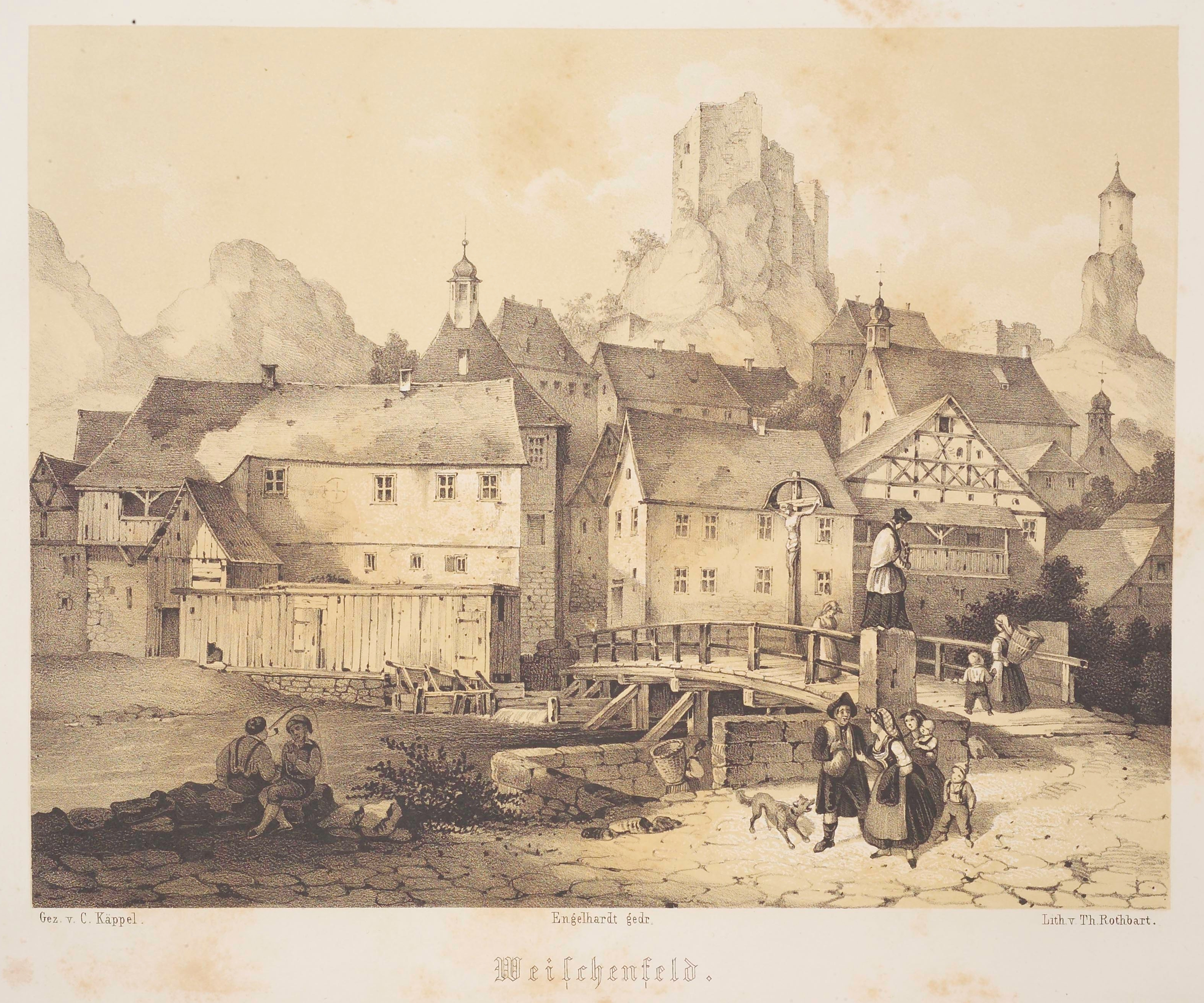
Waischenfeld, Lithografie (um 1840) von Theodor Rothbarth nach einer Zeichnung von Carl Käppel

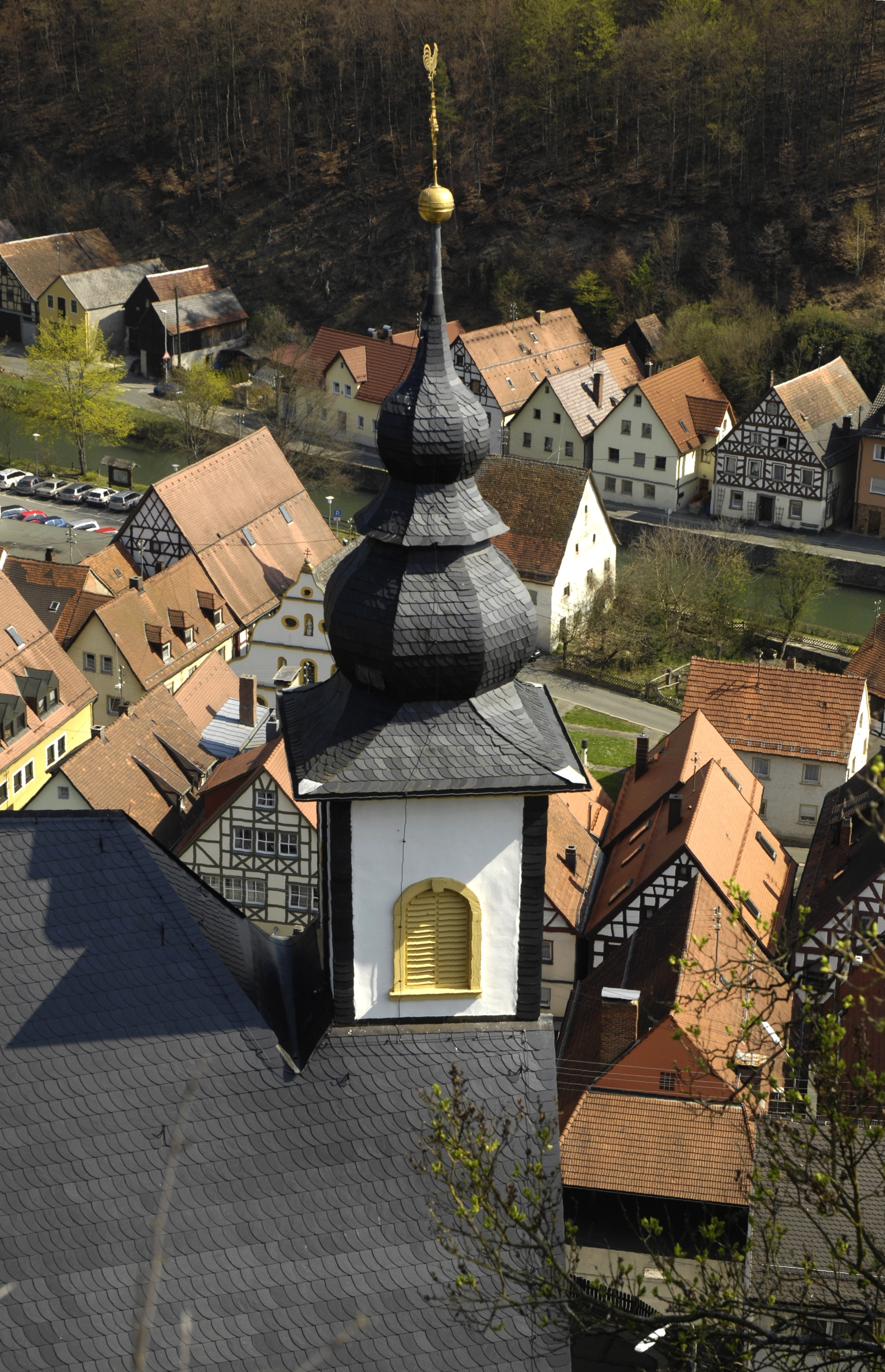
Blick vom Burgberg über die Kirche in die Stadt an der Wiesent

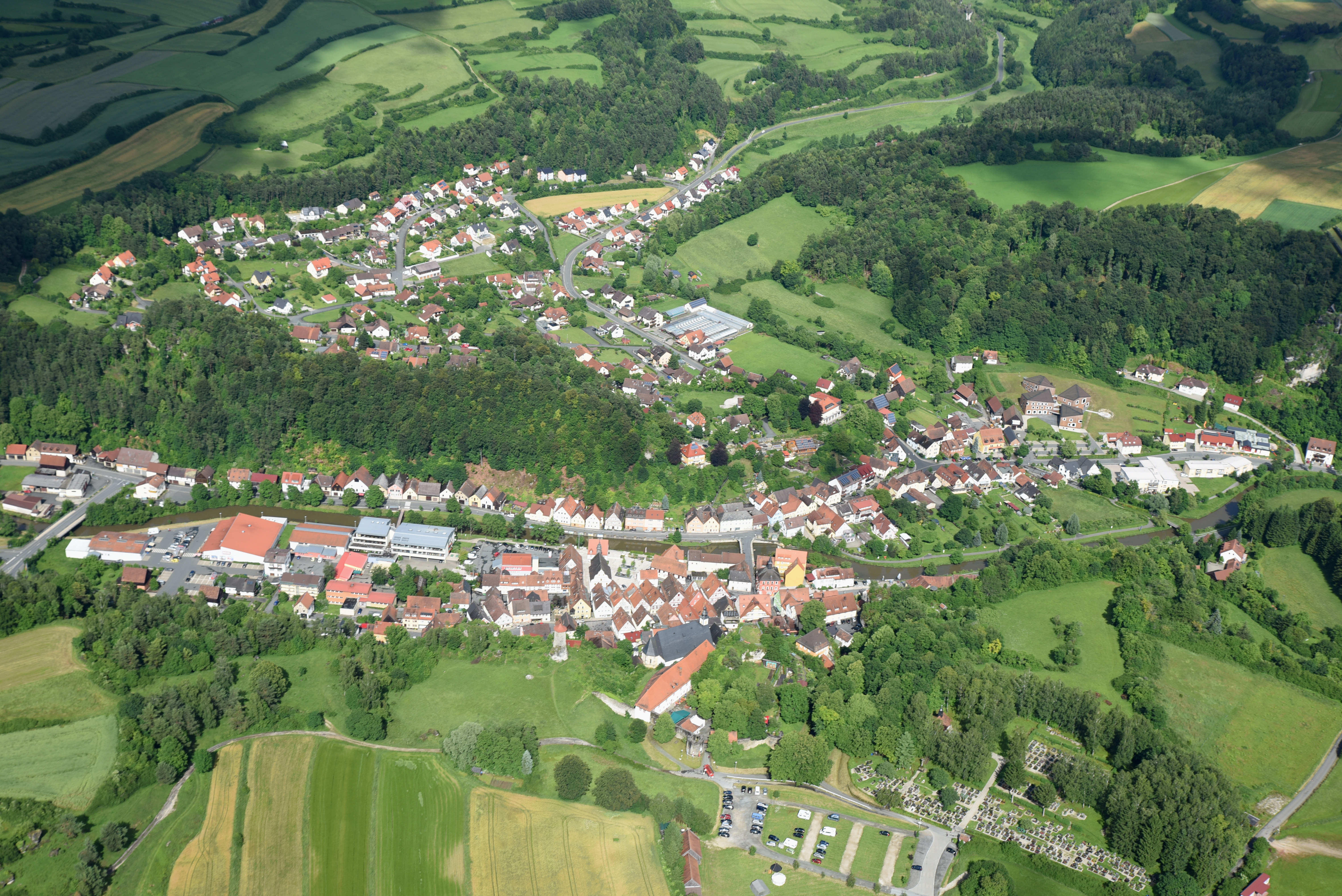
Luftbild von Waischenfeld

Die Burg Waischenfeld wurde 1122 erstmals urkundlich erwähnt. Wirint von Wischenvelt legte in dem Vertrag fest, dass sein gesamter Besitz an den Klerus übergehen sollte, falls sein Sohn Konrad ohne männliche Nachkommen bliebe. Ulrich von Waischenfeld übergab nach 1216 aus ungeklärtem Grund seinen Besitz an die Brüder Eberhard III. und Ulrich III. von Greifenstein. Eberhard III. errichtete oberhalb der Pulvermühle eine kleine Burg und nannte sich ab 1219 „von Schlüsselberg“. Bis 1348/49 blieb Waischenfeld in Schlüsselberger Besitz.
König Ludwig der Bayer verlieh Waischenfeld 1315 die Stadtrechte. Burg und Stadt Waischenfeld kamen nach dem Tod des Stadtherren Konrad II. von Schlüsselberg 1348 in den Besitz des Bistums Bamberg, das ab 1500 zum Fränkischen Reichskreis gehörte. Waischenfeld wurde ein wichtiger Grenzstützpunkt des Bamberger Fürstbischofs. Im Bauernkrieg 1524–26 erhoben sich auch in Franken die Bauern, um gegen das feudale System zu kämpfen, das ihnen hohe Abgaben und Steuern aufbürdete. Damals soll der Steinerne Beutel, das Wahrzeichen der Stadt, zerstört worden sein. Im Zweiten Markgrafenkrieg nahm Albrecht II. Alcibiades im Mai 1552 Waischenfeld in Besitz und verlor es im Herbst jenes Jahres wieder an das Hochstift. Nach einer zweiten Eroberung im Januar 1553 und dem erneuten Verlust im Februar eroberten die Markgrafen Waischenfeld am 3. März 1553 endgültig. Hauptmann Paulus Herdegen plünderte die Stadt und setzte sie am 7. Juli 1553 in Brand. Mehr als 80 Häuser, darunter das Rathaus, fielen den Flammen zum Opfer.
Im Verlauf des Dreißigjährigen Kriegs versuchten die Schweden mehrmals vergeblich, die Waischenfelder Burg einzunehmen. Am 9. August 1632 brandschatzten sie den Ort, mit Ausnahme der Kirche und des Schlosses wurden die übrigen 149 Häuser zerstört. Die heutige Burg und der Steinerne Beutel stammen aus dem 18. Jahrhundert. Aus der Zeit von 1680 bis 1751 ist das Waischenfelder Malefizbuch, ein Buch mit Gerichtsprotokollen für Stadt und Amt Waischenfeld, erhalten.
Mitte des 18. Jahrhunderts wurde Waischenfeld von den Preußen besetzt. Im Mai 1759 plünderten sie den Ort und verursachten einen Schaden in Höhe von 32 100 Gulden. Vier Jahrzehnte später kamen französische Truppen ins Land. Napoleon sorgte dafür, dass Waischenfeld zum 22. November 1802 bayerisch wurde. Auf dem Rückweg von der Schlacht bei Waterloo kamen 1815 ca. 3600 russische Soldaten durch die Fränkische Schweiz und Waischenfeld. An diese turbulente Zeit erinnern die Russenlinde und eine Gedenkmarter bei Breitenlesau. Die 1820 noch über 1500 Meter lange Stadtmauer fiel der regen Bautätigkeit des 19. Jahrhunderts zum Opfer.

### 20. Jahrhundert
Ab August 1943 war im Alten Rentamt in Waischenfeld eine aus Berlin ausgelagerte Dienststelle der nationalsozialistischen Forschungsgemeinschaft Deutsches Ahnenerbe unter Wolfram Sievers mit rund 40 Mitarbeitern ansässig. Das „Ahnenerbe“, ein Pseudowissenschaftsverein der SS, organisierte von Waischenfeld aus tödliche Menschenversuche in Konzentrationslagern. Am 14. April 1945 wurde der Ort von den Amerikanern besetzt, denen er sich, von kleineren Scharmützeln mit der SS und einer Panzersperre abgesehen, kampflos ergab. Somit blieb der Stadt die Zerstörung erspart. Sievers wurde zwei Wochen später in der Nähe aufgegriffen, 1947 im Nürnberger Ärzteprozess zum Tode verurteilt und 1948 hingerichtet.

### Eingemeindungen
Anlässlich der Gebietsreform in Bayern wurde die Stadt Waischenfeld mehrmals vergrößert. Am 1. Januar 1971 wurden zunächst die Gemeinden Gösseldorf und Seelig eingegliedert. Der Gemeindename Gösseldorf hatte im Jahr 1870 den bis dahin gültigen Namen Heroldsberg abgelöst. Am 1. Januar 1972 kam ein Teil der ehemaligen Gemeinde Nankendorf hinzu. Hannberg, Langenloh und Rabeneck (Zusammenschluss der Gemeinden Eichenbirkig und Köttweinsdorf im Jahr 1865), die vorher zum Landkreis Pegnitz gehörten, folgten am 1. Juli 1972. Waischenfeld selbst kam vom aufgelösten Landkreis Ebermannstadt zum Landkreis Bayreuth. Am 1. Januar 1977 nahm Waischenfeld den größeren Teil der aufgelösten Gemeinde Breitenlesau auf. Am 1. Mai 1978 wurde ein Gebietsteil von Plankenfels in die Stadt Waischenfeld umgegliedert. Am 1. September 2010 kam ein Teil des gemeindefreien Gebiets Löhlitzer Wald hinzu. Am 1. März 2020 wurden Flurstücke aus dem ehemaligen gemeindefreien Gebiet Langweiler Wald eingegliedert.

### Einwohnerentwicklung
Im Zeitraum von 1988 bis 2018 wuchs die Stadt von 3037 auf 3083 um 46 Einwohner bzw. um 1,5 %. Ein Höchststand wurde am 31. Dezember 2002 mit 3222 Einwohnern erreicht.

## Politik

### Gemeinderat
Die Gemeinderatswahlen seit 2014 ergaben folgende Sitzverteilungen:
| Partei/Liste                                | 2020  | 2014  |
| Partei/Liste                                | Sitze | Sitze |
| ------------------------------------------- | ----- | ----- |
| CSU                                         | 3     | 3     |
| Bürgerblock Nankendorf (BBN)                | 2     | 2     |
| Freie Wähler Stadt und Land (FWSL)          | 3     | 2     |
| Wählergemeinschaft Waischenfeld-Land (WWL)  | 3     | 3     |
| Wählergemeinschaft Löhlitz (WGL)            | 1     | 1     |
| Bürgerblock Breitenlesau-Siegritzberg (BBS) | 2     | 2     |
| Junges Waischenfeld (JW)                    | 2     | 2     |
| SPD                                         | –     | 1     |
| Gesamt                                      | 16    | 16    |

### Bürgermeister
Bürgermeister ist seit 1. Mai 2020 Thomas Thiem (CSU) aus Siegritzberg. Sein Vorgänger war seit Juli 1998 Edmund Pirkelmann (Bürgerblock Breitenlesau-Siegritzberg).

### Interkommunale Zusammenarbeit
Die Stadt Waischenfeld ist seit 1999 Mitglied im Verein für Regionalentwicklung „Rund um die Neubürg – Fränkische Schweiz e. V.“

### Wappen
|  | Blasonierung: „In Rot ein auf goldenem Boden stehender Kaiser mit pelzverbrämtem goldenen Mantel, blau gefütterter goldener Krone und blauen Schuhen, in der Rechten das goldene Zepter, in der Linken den Reichsapfel.“ |
|  | |

## Kultur und Sehenswürdigkeiten

### Bauwerke

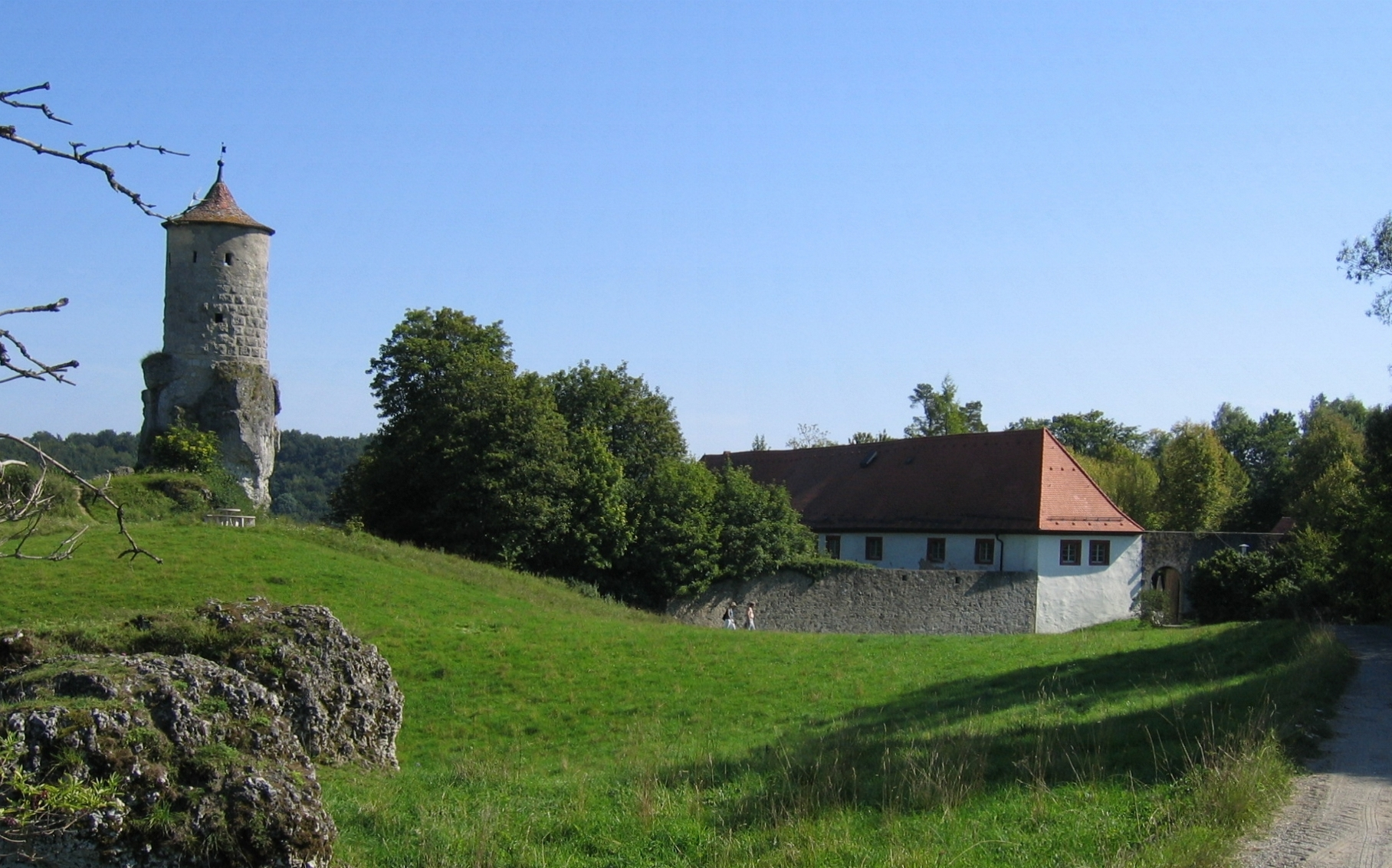
Steinerner Beutel und Burg Waischenfeld

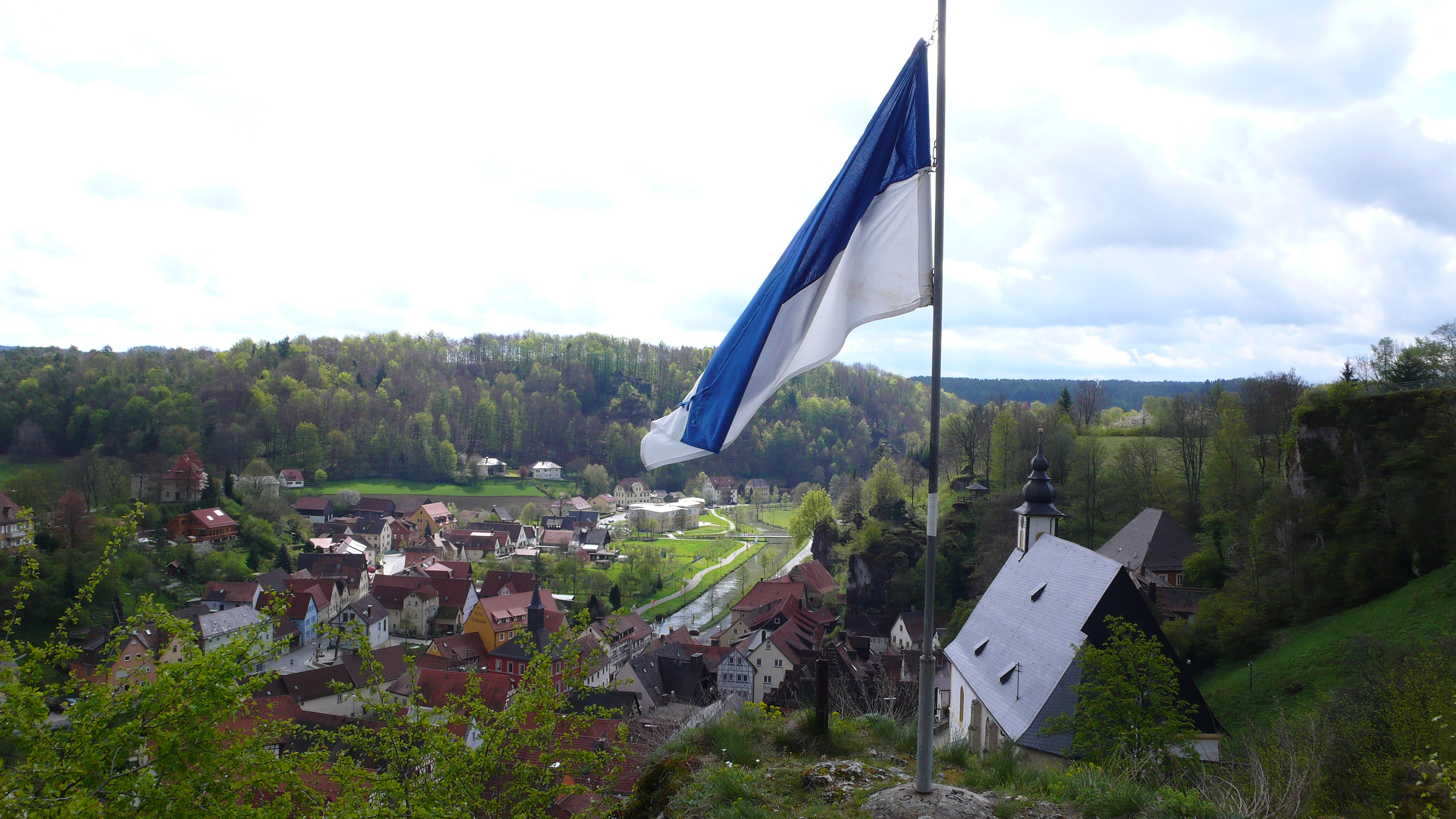
Blick über Waischenfeld, im Vordergrund die Stadtpfarrkirche Johannes der Täufer

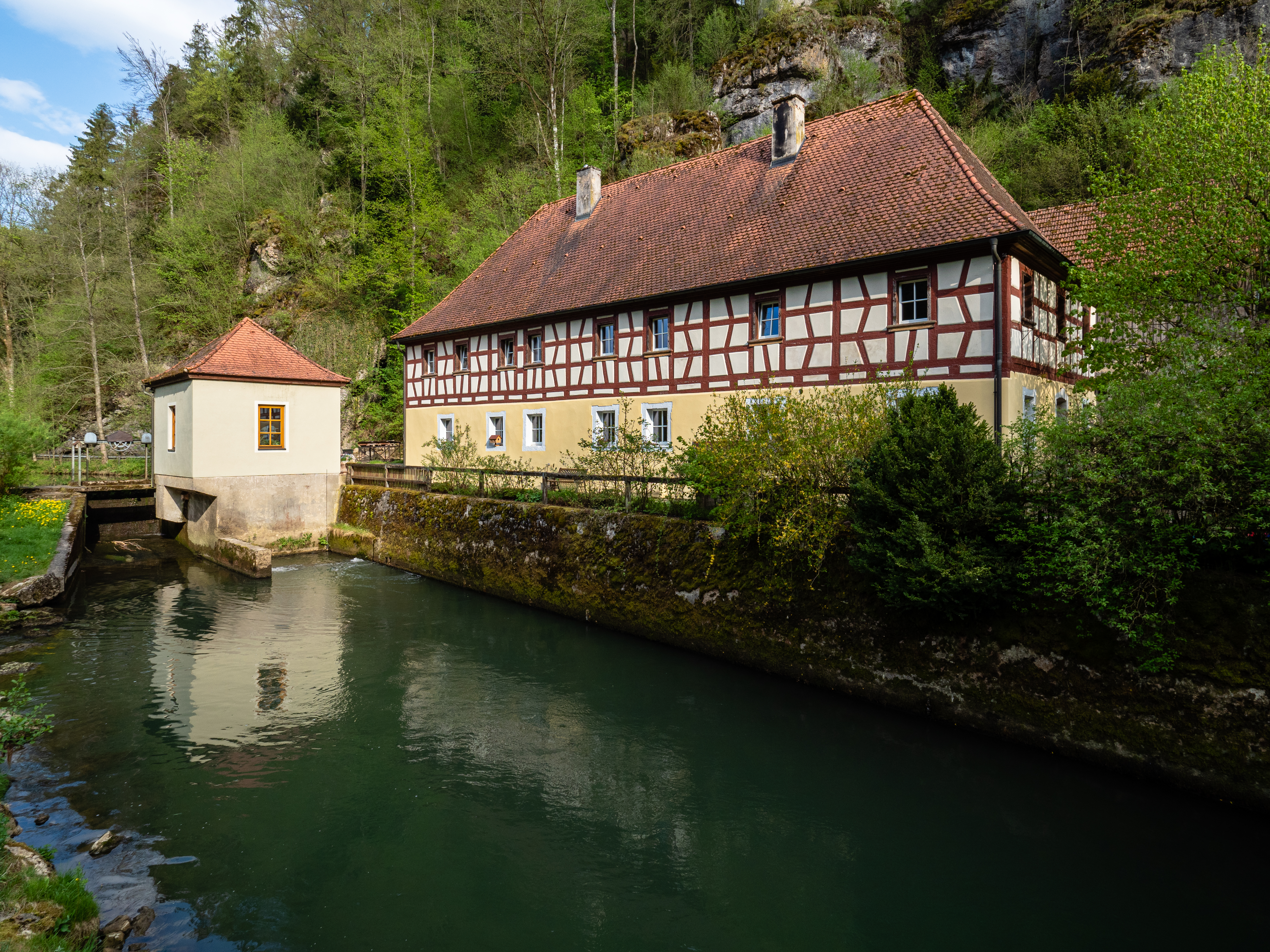
Rabenecker Mühle im Wiesenttal unterhalb der Burg Rabeneck

- Die Anna-Kapelle ist ein schlicht gehaltener romanischer Bau. Erstmals erwähnt wurde die Kirche 1509 im Rahmen einer Spendenaktion. Der Altar, der etwa aus dem Jahr 1660 stammt, besitzt barocke Stilelemente. Das Altarbild, 1851 gemalt in Öl vom ehemaligen Pfarrer, zeigt die heilige Anna mit der Jungfrau Maria und dem Jesuskind auf dem Schoß.
- Burg Waischenfeld mit Turm Steinerner Beutel. Das Wahrzeichen der Stadt steht westlich der Stadt auf einem Felsplateau. Der runde, etwa 13 Meter hohe Turm steht auf einem Kalksteinfelsen und bildete den nördlichsten Teil der längst nicht mehr bestehenden Burg Waischenfeld. Burg und Turm wurden vermutlich im 13. Jahrhundert erbaut.
- Die Stadtkapelle St. Laurentius und St. Michael (Waischenfeld) hat eine barocke Ausstattung und besitzt eine besonders schön gestaltete Mondsichelmadonna aus dem 15. Jahrhundert.
- Der Chor der Stadtpfarrkirche Johannes der Täufer stammt aus dem Jahr 1450. Die Kirche wurde 1750 im barocken Stil umgestaltet.